# Wiśniew (Powiat Siedlecki)
Wiśniew ist ein Dorf sowie Sitz der Landgemeinde im Powiat Siedlecki der Woiwodschaft Masowien, Polen.

## Gemeinde
Zur Landgemeinde Wiśniew gehören folgende Ortschaften mit einem Schulzenamt:
Borki-Kosiorki
Borki-Paduchy
Borki-Sołdy
Ciosny
Daćbogi
Gostchorz
Helenów
Kaczory
Lipniak
Łupiny
Mościbrody
Mościbrody-Kolonia
Mroczki
Myrcha
Nowe Okniny
Okniny-Podzdrój
Pluty
Radomyśl
Stare Okniny
Stok Wiśniewski
Śmiary
Tworki
Wiśniew
Wiśniew-Kolonia
Wólka Wiśniewska
Wólka Wołyniecka
Zabłocie
Weitere Ort der Gemeinde sind Baranek, Jastrzębie Kąty und Leśniczówka.